# Louise Héritte-Viardot
Louise Pauline Marie Héritte-Viardot (París, 14 de desembre de 1841 - Heidelberg, 17 de gener de 1918) fou cantant (contralt), professora de cant, pianista i compositora d'òperes, peces per a piano i violí, cançons i arranjaments vocals per a altres compositors. També va ser dibuixant.
Filla de Louis Viardot i Pauline Viardot, germana de Paul Viardot i neboda de la llegendària diva operística María Malibrán, va estudiar amb la seva mare i fou professora de cant del Conservatori de Sant Petersburg i del Conservatori Hoch de Frankfurt, dedicant-se després a l'ensenyança particular a Berlín. A París va tenir entre altres alumnes a la soprano alemanya Bianca Bianchi.

## Obres
- Lindoro, òpera (Weimar, 1879)
- Das Bacchusfest, cantata (Estocolm, 1880)
- Im Sommer i Le feu du ciel, per a solos, cor i orquestra
- un Quartet per a piano
- tres melodies vocals